# Fairview
Fairview是由美国国家安全局实施的一项秘密大规模监听项目。该项目的目标是整批收集来自外国公民移动电话的元数据。根据告密人爱德华·斯诺登 2013 年的披露：
“国家安全局与美国的大型电信公司合作……这些公司又与外国的电信公司合作，这就使美国的公司能够访问外国的通信系统，并将通信内容发送到国家安全局的数据库。”
据披露，美国国家安全局仅在2013年1月就收集了来自巴西用户的2,300,000,000份数据。
斯诺登此前还曾披露国家安全局收集了来自中国大陆的超过十亿移动电话订户的通话的元数据和短消息，但报道中并未给出这一项目的名称。